# Regeringen Hackzell
Regeringen Hackzell var Republiken Finlands 27:e regering bestående av Socialdemokraterna, Agrarförbundet, Samlingspartiet, Framstegspartiet och Svenska folkpartiet. Ministären regerade från 8 augusti 1944 till 21 september 1944. Med en ämbetsperiod på 44 dagar blev Antti Hackzells ministär den kortvarigaste regeringen i Finlands historia. Statsminister Hackzell avgick av hälsoskäl efter att ha fått ett slaganfall i Moskva strax innan det var meningen att han skulle inleda fredsförhandlingarna med Sovjetunionen. Det var just Hackzells huvudsakliga uppgift som statsminister att få slut på kriget mellan Finland och Sovjetunionen. Utrikesminister Carl Enckell slutförde förhandlingarna i stället för Hackzell. I likhet med Juho Kusti Paasikivi mellan 1944 och 1946 regerade Hackzell som opolitisk statsminister trots att han var samlingspartist med den skillnaden att partiet deltog i regeringen Hackzell men inte i regeringarna Paasikivi II och Paasikivi III. Både Hackzells företrädare Edwin Linkomies och efterträdare Urho Castrén regerade som samlingspartister. Hackzell hade tidigare varit formellt opolitisk utrikesminister i regeringen Kivimäki mellan 1932 och 1936; i den regeringen deltog hans parti inte.
| Minister                                                                  | Ämbetsperiod                       | Parti                       |
| ------------------------------------------------------------------------- | ---------------------------------- | --------------------------- |
| Statsminister Anders Hackzell                                             | 8 augusti 1944 – 21 september 1944 | opolitisk (Samlingspartiet) |
| Utrikesminister Carl Enckell                                              | 8 augusti 1944 – 21 september 1944 | opolitisk                   |
| Justitieminister Ernst von Born                                           | 8 augusti 1944 – 21 september 1944 | Svenska folkpartiet         |
| Inrikesminister Kaarlo Hillilä                                            | 8 augusti 1944 – 21 september 1944 | Agrarförbundet              |
| Minister i inrikesministeriet Eemil Luukka                                | 8 augusti 1944 – 21 september 1944 | Agrarförbundet              |
| Försvarsminister Rudolf Walden                                            | 8 augusti 1944 – 21 september 1944 | opolitisk                   |
| Finansminister Onni Hiltunen                                              | 8 augusti 1944 – 21 september 1944 | Socialdemokraterna          |
| Minister i finansministeriet Olli Paloheimo                               | 8 augusti 1944 – 21 september 1944 | Samlingspartiet             |
| Undervisningsminister Kalle Kauppi                                        | 8 augusti 1944 – 21 september 1944 | Framstegspartiet            |
| Jordbruksminister Viljami Kalliokoski                                     | 8 augusti 1944 – 21 september 1944 | Agrarförbundet              |
| Minister för kommunikationsväsendet och allmänna arbetena Väinö Salovaara | 8 augusti 1944 – 21 september 1944 | Socialdemokraterna          |
| Handels- och industriminister Uuno Takki                                  | 8 augusti 1944 – 21 september 1944 | Socialdemokraterna          |
| Socialminister Aleksi Aaltonen                                            | 8 augusti 1944 – 21 september 1944 | Socialdemokraterna          |
| Folkförsörjningsminister K.J. Ellilä                                      | 8 augusti 1944 – 21 september 1944 | Agrarförbundet              |
| Minister i folkförsörjningsministeriet Jalo Aura                          | 8 augusti 1944 – 21 september 1944 | Socialdemokraterna          |

## Fotnoter
1. ↑  Kuka lyhytaikaisin pääministerimme?[död länk] Turun Sanomat 3 januari 2004. (finska)
2. ↑  Antti Hackzell Arkiverad 29 september 2004 hämtat från the Wayback Machine.. Kansallinen äänigalleria. YLE. (finska)
3. ↑  29. Paasikivi II Arkiverad 28 oktober 2014 hämtat från the Wayback Machine.. Statsrådet. (finska)
30. Paasikivi III. Statsrådet. (finska)
4. ↑  26. Linkomies Arkiverad 28 oktober 2014 hämtat från the Wayback Machine.. Statsrådet. (finska)
28. U. Castrén Arkiverad 2 april 2012 hämtat från the Wayback Machine.. Statsrådet. (finska)
5. ↑  20. Kivimäki Arkiverad 2 april 2012 hämtat från the Wayback Machine.. Statsrådet (finska)
6. ↑  27. Hackzell Arkiverad 2 april 2012 hämtat från the Wayback Machine. Statsrådet. (finska)